# علم الاجتماع المقارن
علم الاجتماع المقارن (بالإنجليزية: Comparative sociology)‏ يتضمن مقارنة العمليات الاجتماعية بين الدول القومية، أو عبر أنواع مختلفة من المجتمع (على سبيل المثال الرأسمالية والاشتراكية). هناك طريقتان رئيسيتان لعلم الاجتماع المقارن: يسعى البعض إلى التشابه عبر مختلف البلدان والثقافات بينما يسعى البعض الآخر إلى التباين. على سبيل المثال، حاول الماركسيون البنيويون استخدام الأساليب المقارنة لاكتشاف العمليات العامة التي تكمن وراء الأنظمة الاجتماعية المختلفة على ما يبدو في المجتمعات المختلفة. يكمن خطر هذا النهج في التغاضي عن السياقات الاجتماعية المختلفة في البحث عن الهياكل العالمية المفترضة.
كان أحد علماء الاجتماع الذي استخدم طرقًا مقارنة لفهم التباين هو ماكس فيبر، الذي حاولت دراساته إظهار كيفية تفسير الاختلافات بين الثقافات للترتيبات الاجتماعية المختلفة التي ظهرت (انظر على سبيل المثال الأخلاق البروتستانتية وروح الرأسمالية وعلم اجتماع الدين).
هناك بعض الجدل داخل علم الاجتماع حول ما إذا كانت تسمية "المقارن" مناسبة. جادل إميل دوركايم في قواعد المنهج الاجتماعي (1895) بأن جميع الأبحاث الاجتماعية كانت في الواقع مقارنة لأن الظاهرة الاجتماعية دائمًا ما تكون نموذجية أو تمثيلية أو فريدة من نوعها، وكلها تنطوي على نوع من المقارنة. وبهذا المعنى، فإن جميع التحليلات الاجتماعية هي تحليلات مقارنة وقد تم اقتراح أن ما يشار إليه عادةً بالبحث المقارن، قد يكون من الأنسب تسميته بالبحوث المقارنة.